# Crossomeles aureopilis
Crossomeles aureopilis là một loài bọ cánh cứng trong họ Cerambycidae.